# Edvard Jelínek
Edvard Jelínek (6. června 1855 Praha – 15. března 1897 Praha) byl český publicista a prozaik, organizátor všeslovanských, hlavně česko-polských vztahů.

## Životopis
Narodil se na Starém Městě v čp. 584, v rodině litografa Josefa Jelínka (1815-1873) a jeho manželky Karoliny, rozené Strakové (1823-1876), jako mladší ze dvou synů.
Po absolvování reálného gymnázia v Praze nastoupil jako adjunkt statistické kanceláře na magistrátu hlavního města. Zasvětil svůj krátký život propagaci slovanské vzájemnosti, zejména Polsku, s jehož literáty se často setkával (viz jeho vzpomínky na Honoratu z Wiśniowských-Zapovou).
Zemřel svobodný. Pohřben je v Praze na Vyšehradě.

## Literární dílo
Byl autorem řady povídek, jednoho románu, mnoha cestopisných črt, studií. Mnohé z nich vydal ve svém měsíčníku Slovanský sborník v letech 1881 až 1887.
Svá díla podepisoval též pseudonymy A. G. Popov, E. J. Pravda, E. J. Pražský nebo Cyril Chod.

### Povídky
- Historické humoresky (1884)
- Polské paní a dívky: nezabudky z knih, cest a ze života (1884)
- Črty kozácké (1885)
- Črty litevské (1886)
- Ukrajinské dumy (1888)
- V jasné záři – uveřejněno v Literární premii Umělecké Besedy v Praze na rok 1888
- Slovanské návštěvy (1889)
- Slovanské črty (1889)
- Črty varšavské (1890)
- Jasem a stínem (1890, 1894)
- Zapomenutý kout slovanský: několik prvních pohledů do kašubského pomoři (1894)
- Pro společnost: novellistické kapitoly (1895)

### Román
- 1893 Motýlek z norské pohádky

### Životopisná studie
- * JELÍNEK, Edvard. Honorata z Wiśniowských Zapová : zápisky z rodinné korrespondence a vlasteneckých vzpomínek. Praha: J. Otto, 1894. 89 s. (Salonní bibliotéka; sv. 87). Dostupné online.